# Andrena rugulosa
Andrena rugulosa är en biart som beskrevs av Stoeckhert 1935. Andrena rugulosa ingår i släktet sandbin, och familjen grävbin. Inga underarter finns listade i Catalogue of Life.